# Ik ga zwemmen
Ik ga zwemmen is een Nederlands nummer van zanger Mart Hoogkamer. Het is het eerste nummer waarmee Hoogkamer in de meeste hitlijsten kwam, tevens was dit direct zijn eerste nummer één-hit. Bij het nummer is een bijbehorende videoclip die volledig is opgenomen in een singel in Leiden.
Het nummer behaalde diverse hitlijsten waaronder de eerste plek in zowel de Nederlandse Top 40 en in de Nederlandse Single Top 100. Tevens haalde het nummer de 20e plek in de Vlaamse Ultratop 50. De single heeft in Nederland de diamant status. In Vlaanderen heeft het de gouden status.

## Hitnoteringen

### Nederlandse Top 40
| Hitnotering: 14-08-2021 t/m 16-10-2021 | Hitnotering: 14-08-2021 t/m 16-10-2021 | Hitnotering: 14-08-2021 t/m 16-10-2021 | Hitnotering: 14-08-2021 t/m 16-10-2021 | Hitnotering: 14-08-2021 t/m 16-10-2021 | Hitnotering: 14-08-2021 t/m 16-10-2021 | Hitnotering: 14-08-2021 t/m 16-10-2021 | Hitnotering: 14-08-2021 t/m 16-10-2021 | Hitnotering: 14-08-2021 t/m 16-10-2021 | Hitnotering: 14-08-2021 t/m 16-10-2021 | Hitnotering: 14-08-2021 t/m 16-10-2021 | Hitnotering: 14-08-2021 t/m 16-10-2021 |
| Week:                                  | 1                                      | 2                                      | 3                                      | 4                                      | 5                                      | 6                                      | 7                                      | 8                                      | 9                                      | 10                                     |                                        |
| -------------------------------------- | -------------------------------------- | -------------------------------------- | -------------------------------------- | -------------------------------------- | -------------------------------------- | -------------------------------------- | -------------------------------------- | -------------------------------------- | -------------------------------------- | -------------------------------------- | -------------------------------------- |
| Positie:                               | 19                                     | 5                                      | 1                                      | 1                                      | 3                                      | 4                                      | 6                                      | 14                                     | 24                                     | 36                                     | uit                                    |

### NederlandseSingle Top 100
| Hitnotering: 31-07-2021 t/m 27-08-2022 | Hitnotering: 31-07-2021 t/m 27-08-2022 | Hitnotering: 31-07-2021 t/m 27-08-2022 | Hitnotering: 31-07-2021 t/m 27-08-2022 | Hitnotering: 31-07-2021 t/m 27-08-2022 | Hitnotering: 31-07-2021 t/m 27-08-2022 | Hitnotering: 31-07-2021 t/m 27-08-2022 | Hitnotering: 31-07-2021 t/m 27-08-2022 | Hitnotering: 31-07-2021 t/m 27-08-2022 | Hitnotering: 31-07-2021 t/m 27-08-2022 | Hitnotering: 31-07-2021 t/m 27-08-2022 | Hitnotering: 31-07-2021 t/m 27-08-2022 | Hitnotering: 31-07-2021 t/m 27-08-2022 | Hitnotering: 31-07-2021 t/m 27-08-2022 | Hitnotering: 31-07-2021 t/m 27-08-2022 | Hitnotering: 31-07-2021 t/m 27-08-2022 | Hitnotering: 31-07-2021 t/m 27-08-2022 | Hitnotering: 31-07-2021 t/m 27-08-2022 | Hitnotering: 31-07-2021 t/m 27-08-2022 | Hitnotering: 31-07-2021 t/m 27-08-2022 | Hitnotering: 31-07-2021 t/m 27-08-2022 |
| Week:                                  | 1                                      | 2                                      | 3                                      | 4                                      | 5                                      | 6                                      | 7                                      | 8                                      | 9                                      | 10                                     | 11                                     | 12                                     | 13                                     | 14                                     | 15                                     | 16                                     | 17                                     | 18                                     | 19                                     | 20                                     |
| -------------------------------------- | -------------------------------------- | -------------------------------------- | -------------------------------------- | -------------------------------------- | -------------------------------------- | -------------------------------------- | -------------------------------------- | -------------------------------------- | -------------------------------------- | -------------------------------------- | -------------------------------------- | -------------------------------------- | -------------------------------------- | -------------------------------------- | -------------------------------------- | -------------------------------------- | -------------------------------------- | -------------------------------------- | -------------------------------------- | -------------------------------------- |
| Positie:                               | 85                                     | 38                                     | 5                                      | 1                                      | 1                                      | 1                                      | 2                                      | 5                                      | 8                                      | 9                                      | 16                                     | 19                                     | 22                                     | 35                                     | 41                                     | 46                                     | 53                                     | 61                                     | 62                                     | 76                                     |
| Week:                                  | 21                                     | 22                                     | 23                                     | 24                                     | 25                                     | 26                                     | 27                                     | 28                                     | 29                                     | 30                                     | 31                                     | 32                                     | 33                                     | 34                                     | 35                                     | 36                                     | 37                                     | 38                                     | 39                                     | 40                                     |
| Positie:                               | 93                                     | 83                                     | 97                                     | 41                                     | 62                                     | 71                                     | 76                                     | 60                                     | 58                                     | 60                                     | 56                                     | 48                                     | 80                                     | 87                                     | 80                                     | 89                                     | 85                                     | 78                                     | 60                                     | 59                                     |
| Week:                                  | 41                                     | 42                                     | 43                                     | 44                                     | 45                                     | 46                                     | 47                                     | 48                                     | 49                                     | 50                                     | 51                                     | 52                                     | 53                                     | 54                                     | 55                                     | 56                                     | 57                                     |                                        |                                        |                                        |
| Positie:                               | 66                                     | 82                                     | 86                                     | 75                                     | 80                                     | 73                                     | 84                                     | 80                                     | 71                                     | 73                                     | 80                                     | 74                                     | 80                                     | 78                                     | 80                                     | 67                                     | 84                                     | uit                                    |                                        |                                        |

### Vlaamse Ultratop 50
| Hitnotering: 04-09-2021 t/m 23-10-2021 | Hitnotering: 04-09-2021 t/m 23-10-2021 | Hitnotering: 04-09-2021 t/m 23-10-2021 | Hitnotering: 04-09-2021 t/m 23-10-2021 | Hitnotering: 04-09-2021 t/m 23-10-2021 | Hitnotering: 04-09-2021 t/m 23-10-2021 | Hitnotering: 04-09-2021 t/m 23-10-2021 | Hitnotering: 04-09-2021 t/m 23-10-2021 | Hitnotering: 04-09-2021 t/m 23-10-2021 | Hitnotering: 04-09-2021 t/m 23-10-2021 |
| Week:                                  | 1                                      | 2                                      | 3                                      | 4                                      | 5                                      | 6                                      | 7                                      | 8                                      |                                        |
| -------------------------------------- | -------------------------------------- | -------------------------------------- | -------------------------------------- | -------------------------------------- | -------------------------------------- | -------------------------------------- | -------------------------------------- | -------------------------------------- | -------------------------------------- |
| Positie:                               | 39                                     | 29                                     | 20                                     | 21                                     | 32                                     | 32                                     | 37                                     | 49                                     | uit                                    |